# Sergio Asenjo
Sergio Asenjo Andrés (Palência, 28 de junho de 1989) é um ex-futebolista espanhol que atuava como goleiro.

## Títulos
Atlético de Madrid
- Liga Europa: 2009–10, 2011–12
- Supercopa da UEFA: 2012
- Copa del Rey: 2012–13

Villarreal
- Liga Europa: 2020–21

Espanha
- Campeonato Europeu Sub-19: 2007